# Prima battaglia di Porto
La prima battaglia di Porto fu combattuta il 29 marzo 1809 durante la guerra d'indipendenza spagnola tra le truppe francesi, comandate dal maresciallo Nicolas Soult, incaricato da Napoleone di invadere il Portogallo e marciare su Lisbona, e i reparti dell'esercito portoghese comandati dal generale Parreiras, schierati a difesa della città di Porto. La battaglia si concluse con la completa vittoria dei francesi che sbaragliarono le difese e conquistarono la città. Il maresciallo Soult dopo la vittoria consentì il saccheggio della città che venne devastata dalle truppe francesi. Si stima che 10 000 civili e soldati portoghesi morirono a causa dei combattimenti e delle violenze.

## Seconda invasione del Portogallo

### Avanzata del maresciallo Soult
Il 17 gennaio 1809 Napoleone partiva da Valladolid abbandonando il comando dell'Armata di Spagna per ritornare in Francia nella previsione di una imminente offensiva austriaca in Baviera; la situazione generale nella penisola iberica appariva favorevole ai francesi dopo la breve e risolutiva campagna dell'imperatore che aveva condotto alla riconquista di Madrid ed all'espulsione dell'esercito britannico dal continente dopo la battaglia di La Coruña. Napoleone assegnò al maresciallo Nicolas Soult il compito di portare a termine la conquista soprattutto occupando il Portogallo che rimaneva un possibile punto d'appoggio per la Gran Bretagna; l'esperto e abile maresciallo francese avrebbe dovuto marciare risolutamente su Porto e Lisbona con il II corpo d'armata costituito da circa 23 000 uomini.

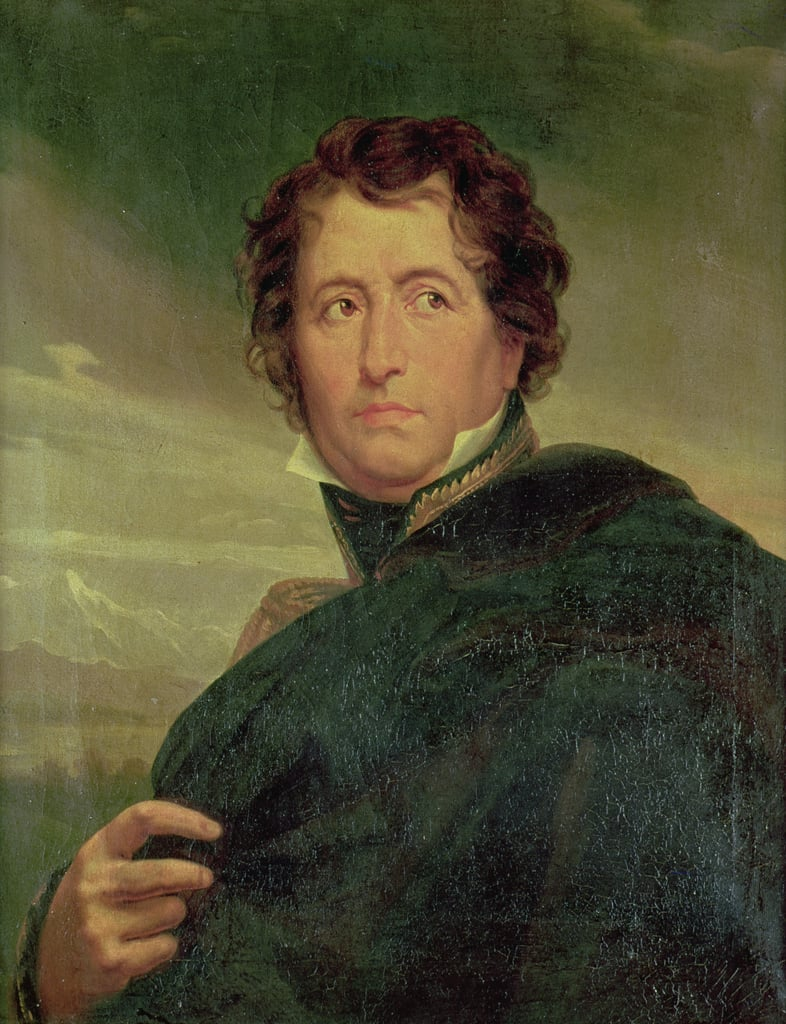
Il maresciallo Nicolas Soult, incaricato da Napoleone di conquistare il Portogallo.

Nei progetti di Napoleone, l'offensiva del maresciallo Soult avrebbe dovuto combinarsi con la contemporanea avanzata del maresciallo Claude Victor lungo il Tago con altri 22 000 soldati; infine, marciando da Salamanca, il corpo del generale Lapisse avrebbe dovuto mantenere i collegamenti tra i due raggruppamenti principali. Si trattava di un piano complesso e di difficile coordinamento a causa delle difficoltà del terreno e della scarsezza di vie di comunicazione.
L'offensiva del maresciallo Soult ebbe inizio il 4 marzo 1809 e si sviluppò inizialmente con difficoltà di fronte all'accanita resistenza delle forze portoghesi costituite da soldati regolari e milizie reclutate con la ordenanza, la leva in massa tra i civili; i generali portoghesi Silveira e Freire riuscirono a costituire un esercito di circa 60 000 uomini che offrì resistenza a Chaves ed a Monterey, contando sull'aiuto delle truppe britanniche del generale John Cradock ancora presenti a Lisbona e sulle capacità organizzative del nuovo comandante in capo dell'esercito portoghese, il generale britannico William Beresford.
Dopo aver raggiunto e conquistato Chaves il 10 marzo, il maresciallo Soult avanzò a ovest verso Braga e, dopo alcuni giorni di combattimento, le truppe francesi superarono la resistenza di un raggruppamento composta da reparti regolari portoghesi e volontari civili, sotto il comando prima del generale Bernardin Freire e dopo del barone Eben. Il 20 marzo 1809 i francesi conquistarono Braga e sbaragliarono il nemico che si disperse dopo aver perso 4 000 morti e 400 prigionieri; i francesi ebbero 600 tra morti e feriti.
Dopo questi scontri preliminari e dopo aver superato le prime linee difensive portoghesi, il maresciallo Soult sferrò l'offensiva decisiva verso Porto; consapevole della necessità di attaccare direttamente, prima del suo rafforzamento, la massa principale del nemico che si stava organizzando intorno alla città sotto la guida del vescovo e dei generali Lima e Parreiras, il maresciallo, dopo aver lasciato la divisione del generale Étienne Heudelet a Braga per proteggere le retrovie dell'armata, avanzò verso Porto con il resto del suo esercito diviso in tre colonne, con il primo obiettivo di forzare il passaggio del fiume Ave.
Mentre la prima colonna, composta dalle divisioni del generale Jean Baptiste Franceschi e dal generale Julien Mermet avanzarono sulla sinistra lungo la strada di Guinuiraens e San Justo per attraversare il corso superiore del fiume e occupare il terreno in direzione di Pombeiro, la colonna principale, al comando diretto del maresciallo Soult e costituita dalle divisioni del generale Pierre Merle e del generale Henri Delaborde, rinforzate dalla cavalleria del generale Armand La Houssaye, marciò su Barca de Trofa. Infine una terza colonna più piccola, con la divisione di cavalleria del generale Jean Thomas Lorge, si diresse su Ponte d'Ave.
Le truppe portoghesi si batterono duramente per impedire il passaggio dell'Ave; la colonna di sinistra dovette combattere per conquistare Guimaraens, Pombeiro e Puente Negrellos; la distruzione del ponte sul fiume, arrestò inoltre l'avanzata della colonna centrale. Il maresciallo Soult, per superare questa opposizione, decise di concentrare tutte le truppe e, dopo aver risalito la riva, destra forzò il fiume a San Justo, mentre anche la divisione del generale Franceschi effettuava finalmente il passaggio a Puente Negrellos. Dopo il successo delle due colonne centrali, il maresciallo inviò reparti di cavalleria e fanteria al comando del colonnello Lallemand per appoggiare il generale Lorge, ancora ostacolato dai portoghesi a Ponte d'Ave; infine anche in questo settore i francesi ebbero la meglio, le difese portoghesi crollarono e i volontari si dispersero nella confusione. Il maresciallo Soult aveva quindi superato il fiume e, con tutta la sua armata concentrata, il 27 marzo poté avanzare direttamente verso Porto, senza più ostacoli.

### La battaglia

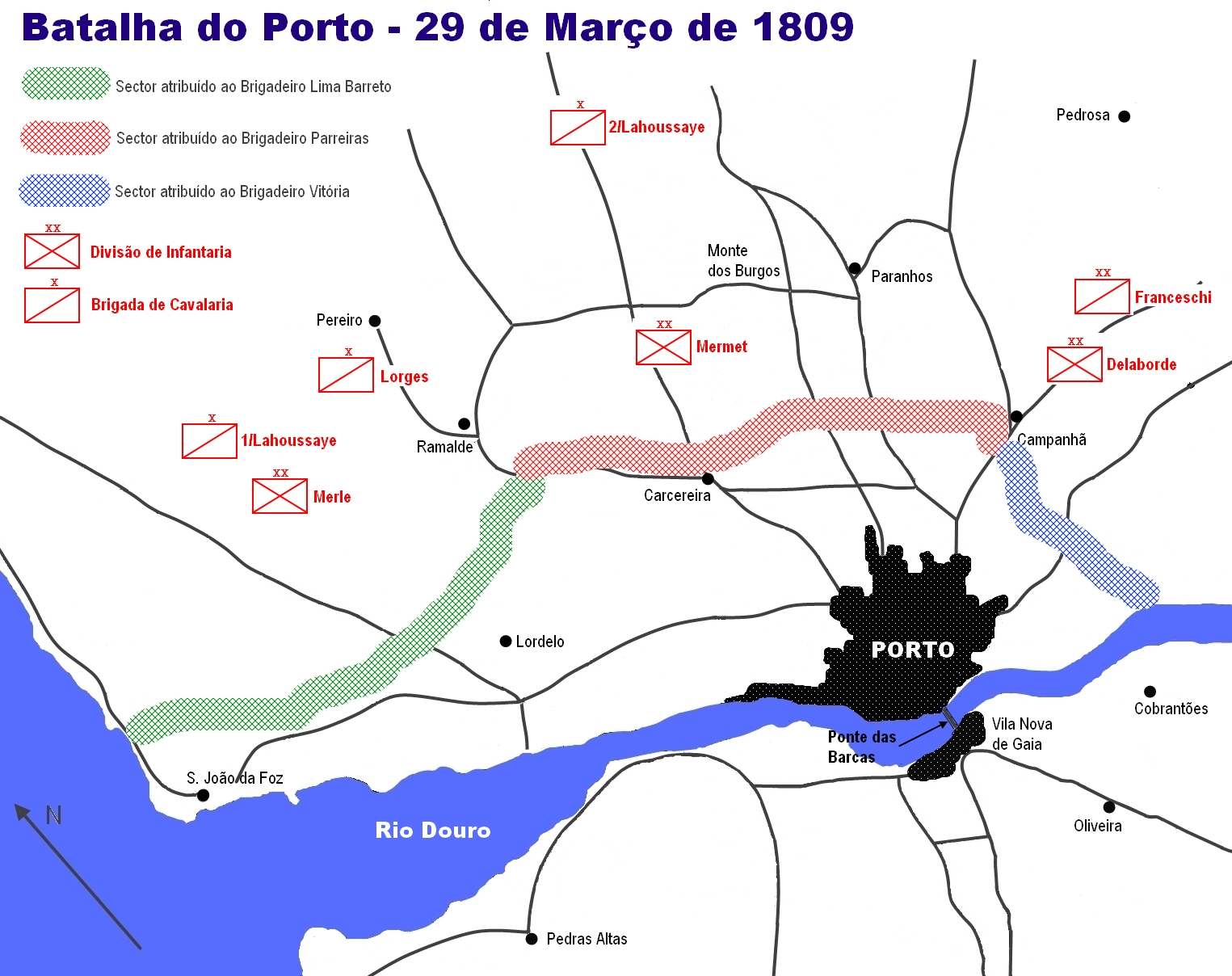
Carta della battaglia.

Le sconfitte nei primi scontri, il cedimento delle linee difensive e l'avvicinamento dei francesi, provocarono gravi preoccupazioni nel vescovo di Porto che tuttavia, dopo aver anche considerato la possibilità di abbandonare la città, decise di continuare la difesa, fidando sul gran numero di soldati e volontari portoghesi radunati nel campo trincerato, sull'aiuto dei britannici del generale Cradock e delle forze regolari organizzate dal generale Beresford alla foce del Mondego. Le forze portoghesi raggruppare nel campo trincerato erano costituite da 40 000 uomini, tra regolari, volontari civili e milizia reclutata con la ordenança, guidati dai generali Lima Barreto e Parreiras. Tra gli abitanti della città si alternavano ottimismo, disperazione e timori di tradimenti; un tumulto era stato provocato il 22 marzo dalle notizie della caduta di Braga, ma persisteva la fiducia di poter sconfiggere i francesi.
Le difese di Porto si imperniavano su un campo trincerato che proteggeva la città a nord, estendendosi dal corso del fiume Duero alla costa atlantica; i trinceramenti erano costituiti da un sistema di forti edificati sul terreno collinoso, rinforzati da fossati, abbattute di alberi, fortificazioni campali, ed erano difesi a sinistra dal generale Lima Barreto, al centro dal generale Parreiras, a destra dal generale Vittoria. Un grande ponte di barche di trecento metri di lunghezza collegava la città con il quartiere meridionale di Villa Nova dove erano stati schierati cinquanta cannoni che controllavano il ponte, il corso del fiume e anche l'abitato settentrionale; nel complesso oltre 200 cannoni erano disponibili all'interno delle difese. Nell'abitato cittadino la popolazione richiedeva di essere armata e mostrava segni di grande eccitazione e preoccupazione quando le prime colonne francesi apparvero di fronte al campo trincerato portoghese il mattino del 27 marzo 1809.

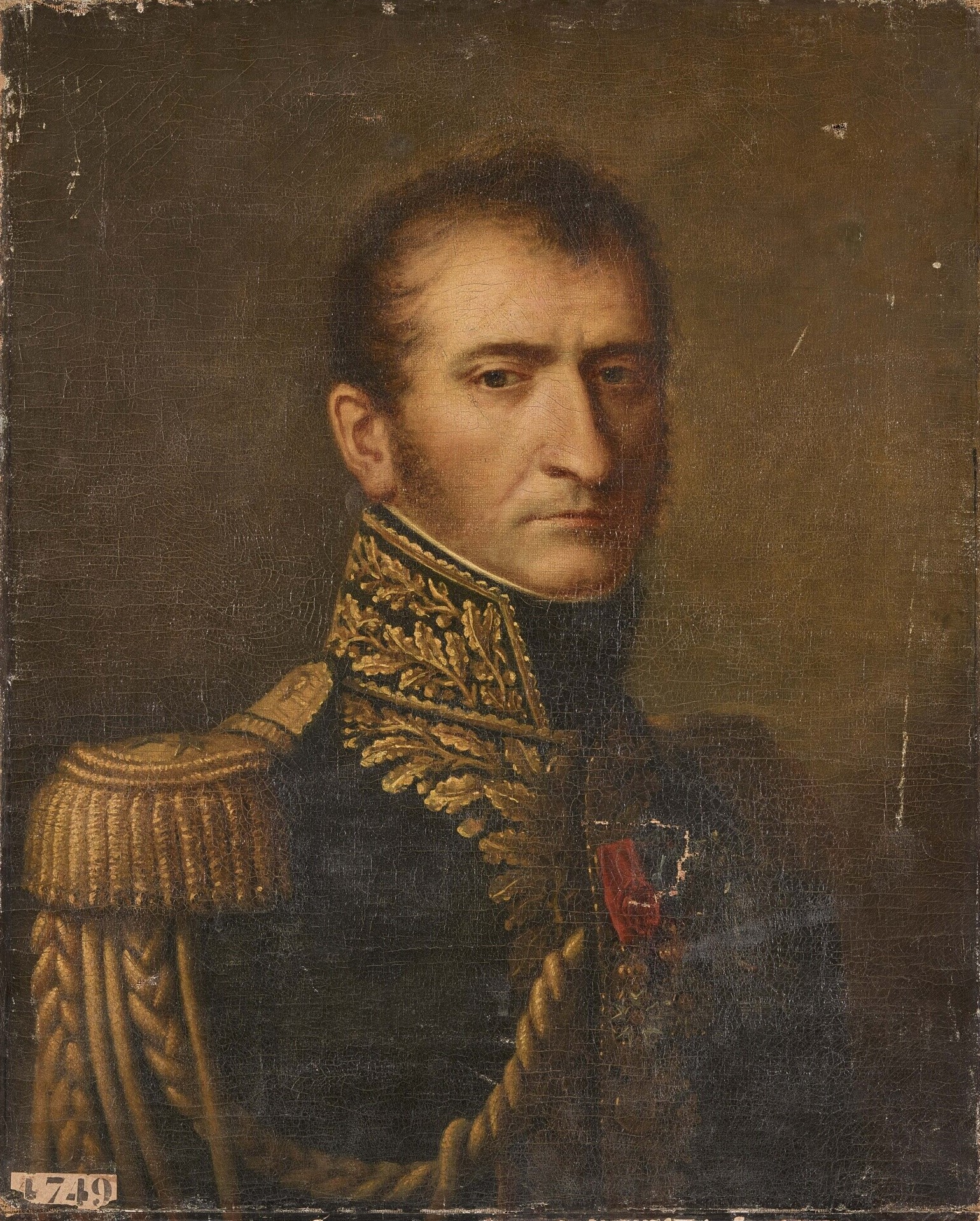
Il generale Henri-François Delaborde comandava una delle divisioni del maresciallo Soult alla battaglia di Porto.

Il maresciallo Soult arrivò sul campo di battaglia nella stessa giornata; egli aveva già scritto al vescovo dopo la caduta di Braga invitandolo alla resa ed a tranquillizzare la popolazione; ora presentò subito una nuova sollecitazione a cessare la resistenza per evitare ulteriori sofferenze agli abitanti nel caso di un assalto diretto alla città. I difficili negoziati proseguirono per tutta la giornata del 28 marzo mentre tra le due linee si succedevano gli scontri a fuoco, e si conclusero senza alcun risultato; il maresciallo quindi decise di sferrare un attacco decisivo il 29 marzo ed iniziò a mettere in atto il suo piano di battaglia. Per mascherare il settore principale di attacco, il comandante francese nella serata del 28 marzo fece avvicinare la divisione del generale Merle ai trinceramenti dell'ala sinistra portoghese; i soldati francesi affrontarono una vivace resistenza dei difensori ma riuscirono ugualmente a prendere posizione vicino alla principale posizione nemica. La battaglia imminente indusse nel frattempo il vescovo ad abbandonare Porto, lasciando la difesa ai generali Lima e Parreiras; egli, con una scorta militare, raggiunse una collina sopra Villa Nova dove assistette al sicuro alla tragedia della città; nel centro abitato l'eccitazione fu grande durante la notte, le campane suonarono ininterrottamente ed a mezzanotte si scatenò anche una tempesta con pioggia e forti venti che accrebbe ancor più la confusione e la paura tra i difensori e gli abitanti. Alle ore 07.00 del mattino del 29 marzo 1809, con un cielo sereno, le truppe francesi iniziarono a muovere in ordine di battaglia.
I comandanti portoghesi, allarmati dalla minacciosa avanzata del generale Merle sul lato sinistro delle loro difese, avevano rafforzato questo settore che era il meno fortificato; il maresciallo Soult invece aveva deciso di attaccare direttamente il punto più solido dello schieramento nemico e irrompere subito al centro della città per raggiungere il ponte di barche sul Duero. Egli divise le sue truppe in tre raggruppamenti: mentre il generale Merle avrebbe attaccato la sinistra nemica, le divisioni dei generali Delaborde e Franceschi avrebbero assaltato la destra; il terzo gruppo, costituito dalla divisione del generale Mermet e da una brigata di dragoni, sarebbe stato schierato al centro con l'ordine di attendere, prima di attaccare, che i portoghesi fossero stati completamente impegnati sui lati. Infine il generale Longe venne mantenuto più indietro per controllare un corpo distaccato nemico al di fuori del campo trincerato.

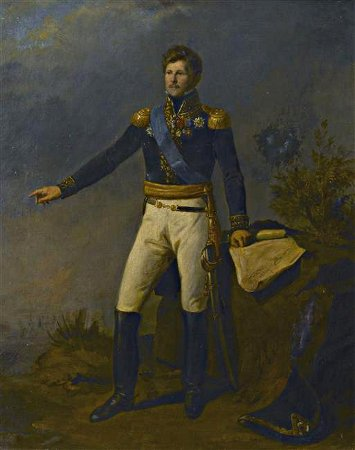
Il generale Julien Mermet guidò l'attacco decisivo alle fortificazioni di Porto.

Secondo il piano del maresciallo Soult, dopo che i difensori portoghesi furono impegnati sui due lati, l'attacco della divisione del generale Mermet al centro, sferrato con grande energia dalle truppe francesi, travolse subito i trinceramenti nemici, superò i due forti principali e sbaragliò ogni resistenza. Quindi il maresciallo radunò le sue truppe per sfruttare lo sfondamento e, mentre due battaglioni si portavano alle spalle dei difensori del lato sinistro portoghese, due altri battaglioni avanzarono direttamente verso la città. L'esercito portoghese, frazionato in due parti, si disgregò sotto questo attacco ed anche i generali Delaborde e Franceschi poterono conquistare le fortificazioni del fianco destro, catturare cinquanta cannoni e raggiungere la città. A causa di questa rapida avanzata, una parte delle truppe portoghesi rimase tagliata fuori da Porto e si ritirò in rotta verso il fiume inseguito dalla brigata del generale Arnaud.
A questo punto anche il generale Merle attaccò in massa, sbaragliò a sua volta le difese e respinse i portoghesi verso il mare; completamente disorganizzati, questi fuggitivi cercarono scampo sulla foce del Duero, tentando di attraversare a nuoto o con piccole imbarcazioni; dopo aver ucciso il generale Lima Barreto che cercava di riorganizzarli, i fuggitivi morirono in gran numero nel disperato tentativo. Mentre i reparti in fuga venivano distrutti, la battaglia continuava nel centro di Porto; due battaglioni francesi penetrarono nella città, travolsero le barricate nelle strade e si diressero verso il ponte di barche dove si verificò un altro disastro. Oltre 4 000 civili, tra cui donne e bambini, cercarono di attraversare il fiume sul ponte in una atmosfera di disordine e disperazione, mentre l'artiglieria portoghese continuava a sparare e reparti di cavalleria cercavano di aprirsi un varco in mezzo alla folla per fuggire; in questa situazione il ponte di barche crollò, provocando la caduta e la morte per annegamento di un gran numero di persone terrorizzate. Le truppe francesi arrivate al ponte distrutto, dopo aver cercato di aiutare i superstiti della tragedia, riuscirono a passare il fiume su mezzi di fortuna e occuparono anche l'altura di Villa Nova; nel frattempo era in corso un ultimo aspro combattimento nel palazzo del vescovo dove duecento portoghesi vennero alla fine uccisi all'arma bianca.
L'atto finale della battaglia di Porto furono i saccheggi e le devastazioni della città da parte delle truppe francesi che, estenuate dalla battaglia, in preda all'eccitazione del combattimento e della violenza, decisero di vendicare spietatamente alcuni loro commilitoni prigionieri brutalmente uccisi dai difensori. Nonostante i tentativi del maresciallo Soult di frenare le truppe, i soldati francesi si abbandonarono a una sanguinosa vendetta caratterizzata da violenze, distruzioni e brutalità nei confronti degli abitanti che si prolungarono per ore. Le perdite francesi nella battaglia non superarono i 500 morti e feriti, mentre sembra che i portoghesi, militari e civili, rimasti uccisi negli scontri, nella fuga e nelle violenze, furono circa 10 000. Nella rada di Porto inoltre il maresciallo Soult catturò uno squadrone spagnolo di trenta tra navi da guerra e mercantili; il maresciallo si impadronì anche delle grandi scorte britanniche raccolte nei magazzini.

## Interruzione dell'offensiva

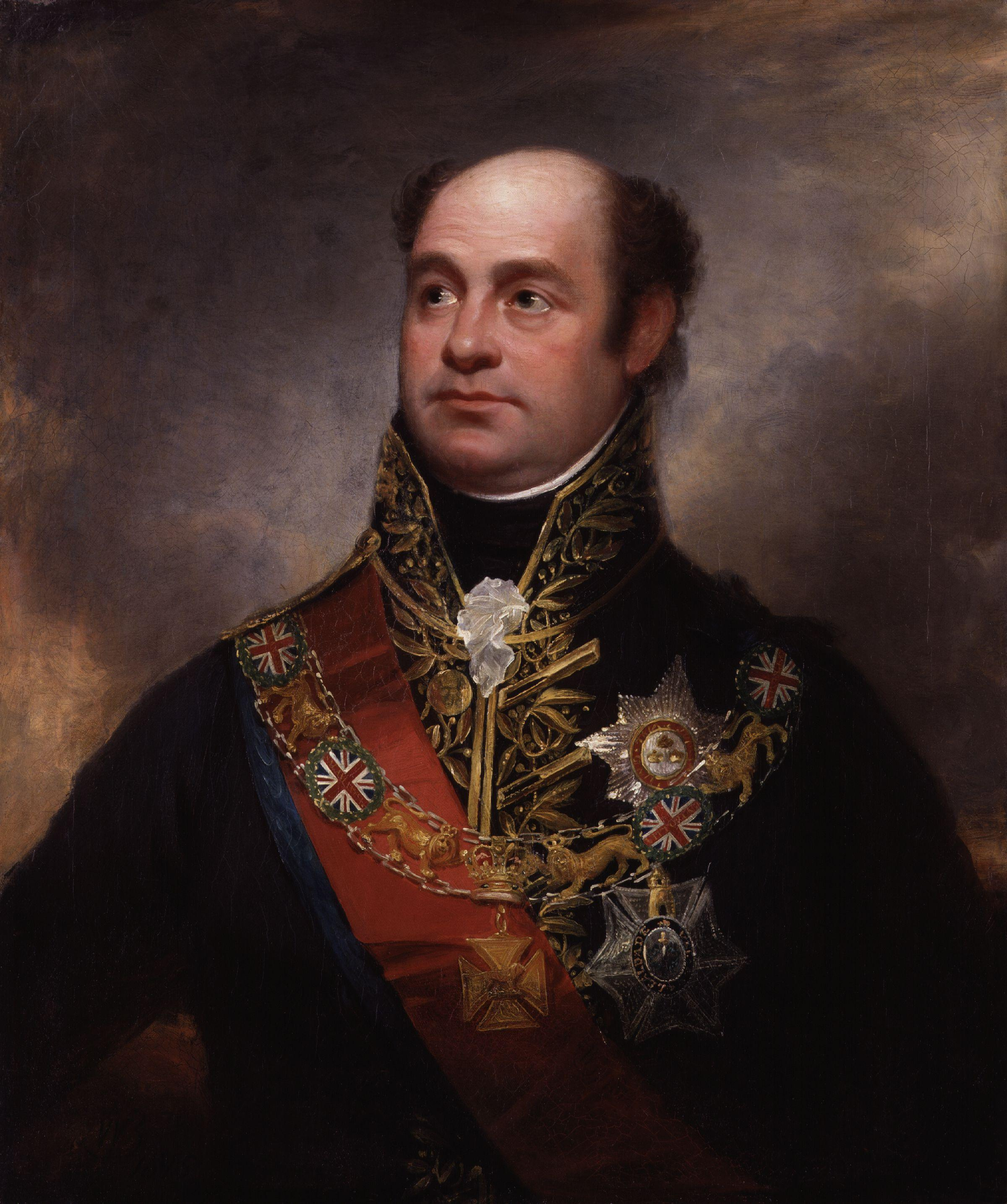
Il generale britannico William Carr Bersford divenne dal marzo 1809 il comandante in capo dell'esercito portoghese.

Nonostante la vittoria apparentemente completa e definitiva a Porto, la situazione del maresciallo Soult non era priva di difficoltà; il giorno precedente la battaglia, il 28 marzo, la guarnigione francese di Chaves, 100 soldati e 1 100 feriti e malati, era stata sorpresa e costretta alla resa da un'incursione delle forze portoghesi del generale Silveira.; in questo modo le comunicazioni del maresciallo con la Galizia erano minacciate dal nemico che inoltre intensificava l'attività di guerriglia e resistenza.
Le disposizioni di Napoleone prevedevano che da Porto il maresciallo continuasse rapidamente l'avanzata verso Lisbona, in collegamento con la prevista avanzata del maresciallo Victor lungo il Tago; in realtà anche questa seconda offensiva era stata duramente contrastata e inoltre le forze francesi in questo settore erano impedite a proseguire la marcia a causa della distruzione del ponte di Alcántara che avrebbe permesso di attraversare il fiume. In queste circostanze il maresciallo Soult non riprese l'avanzata ma rimase a Porto dove venne inoltre ben presto coinvolto in oscuri intrighi politici che compromisero la coesione dell'armata.
Si diffusero voci, che raggiunsero anche Napoleone, di presunte ambizioni del maresciallo giunte fino al punto di auspicare una sua elevazione a sovrano del Portogallo; sarebbero state preparate petizioni e richieste a favore del cosiddetto "re Nicolas"; il maresciallo Soult avrebbe esercitato pressioni in questo senso all'interno del suo esercito, invece di preoccuparsi di riprendere l'offensiva. Queste iniziative inoltre vennero accolte negativamente tra i suoi ufficiali; si sarebbe organizzata una cospirazione e sarebbero stati presi contatti con i britannici per favorire una loro avanzata.
Mentre l'armata francese indugiava a Porto, infatti, il 22 aprile 1809 sbarcò alla foce del Mondego un corpo di spedizione britannico, costituito da 16 000 soldati guidati dal generale Arthur Wellesley che, dopo essersi congiunto con i 10 000 uomini del generale Cradock già presenti sul posto, poté organizzare la controffensiva. Mentre il generale Beresford continuava il suo programma di potenziamento e riorganizzazione dell'esercito portoghese, il generale Wellesley sarebbe presto avanzato verso Porto sorprendendo il maresciallo Soult, costringendolo ad abbandonare la sua conquista ed a ritirarsi di nuovo in Spagna.